# Дружба (село)
Вижте пояснителната страница за други значения на Дружба.
Дру̀жба е село в Северозападна България, област Видин, община Видин.

## География
Село Дружба е разположено в Дунавската равнина, на 14 km от град Видин, на Малалийското дере. Най-близките села, до които се намира, са Генерал Мариново, Каленик, Градец и Пешаково. Има връзка с Видин посредством автобусна линия.
Преобладаващата част от населението на селото са власи. Средната възраст на населението е 50 години. По-голямата част от населението се занимава предимно със земеделие и животновъдство.
Селото разполага и с детска площадка.

## История
|                                                                               |
| Диадема-прочелник и потир от съкровището в с. Дружба, 14 в. Експонати на НИМ. |
|                                                                               |
| Торква и висулка от съкровището. Експонати на Музей „Конака“                  |

Селището се среща в османски регистър от 1454 – 1455 г. с името Свети Петър. По онова време в него са записани 9 домакинства и 6 неженени данъкоплатци. Намерените в землището му находки доказват, че селището съществува от предосманската епоха. Преименувано е на Дружба.
През зимата на 1950 – 1951 година, по време на довелата до Кулските събития насилствена кампания за „масовизация“ на колективизацията, жители на селото неколкократно масово се укриват в горите, за да избегнат „групите за натиск“, опитващи се да основат Трудово кооперативно земеделско стопанство.

## Население
Преброяване на населението през 2011 г.
Численост и дял на етническите групи според преброяването на населението през 2011 г.:
|                     | Численост | Дял (в %) |
| Общо                | 234       | 100,00    |
| Българи             | 230       | 98,29     |
| Турци               | 0         | 0,00      |
| Цигани              | 0         | 0,00      |
| Други               | 0         | 0,00      |
| Не се самоопределят | 0         | 0,00      |
| Неотговорили        | 3         | 1,28      |

## Забележителности
Село Дружба разполага с читалище. Макар и неголямо, то е важна част от живота на населението. Благодарение на читалищното настоятелство и секретаря животът в селото е разнообразен и по-жив.

## Редовни събития
Празниците се отбелязват с музика и забавления. На 29 юни тази година се състоя първият от много традиционен курбан по инициатива на кметския наместник и секретаря на читалището.